# Væselord
Væselord (fra engelsk Weasel word) er en uformel betegnelse for ord eller vendinger, der benyttes for at give indtryk af, at der er afgivet et bestemt eller meningsfuldt udsagn, hvorimod der reelt alene er blevet kommunikeret et vagt eller tvetydigt udsagn. Dette kan give udsagnets ophavsmand mulighed for senere at nægte den særlige mening, såfremt der efterfølgende bliver sået tvivl om udsagnets rigtighed. Eksempelvis kan et vagt eller udokumenteret udsagn komme til at se mere substantielt ud, end det faktisk er, og en tilsyneladende konkret påstand kan modereres, så den reelt bliver vag.
Væselord benyttes til at fjerne opmærksomheden fra ufuldstændige eller modstridende oplysninger, så påstanden bliver sværere at argumentere imod. De bruges desuden til at dæmpe virkningen af ladede eller kontroversielle udsagn. Bruges de bevidst, er det en form for spin.

## Eksempler
- “Flere eksperter mener, at problemet er tiltagende.” (hvilke eksperter er der tale om?)
- “Det blev foreslået at afslutte mødet.” (hvem foreslog det?)
- “Mange mener, at strafferammen for mord bør hæves.” (hvor mange og hvor stor procentdel af befolkningen?)
- “For nogle år/dage/måneder siden”. (hvor mange år/dage/måneder er der tale om?)

Væselord falder ofte i følgende kategorier:
- Numerisk vage udtryk: “nogen” (hvem?), “mange” (hvor mange?), “flere eksperter” (hvilke eksperter?).
- Passiv diatese: “det nævnes ofte, at …” (hvem siger det?), “rygtet vil vide, at …” (hvem bragte rygtet til torvs?).
- Vage tillægsord og biord: “det sker kun sjældent, at …” (hvor hyppigt sker det?), “en betydelig forøgelse” (hvor stor forøgelse?).

## Oprindelse
Betegnelsen væselord stammer fra engelsk (weasel words). Væslen betragtes i folkemytologien som et snu og ondsindet dyr. En væsel kan tømme et fugleæg for indhold gennem et ganske lille hul, hvorfor ægget kan synes helt. Ægget ser således ud til at være intakt men er i virkeligheden tomt. På samme måde kan væselord få en sætning til at se tilforladelig ud, selvom den ved nærmere analyse viser sig at være indholdsløs.
Udtrykket optræder første gang i Stewart Chaplins novelle Stained Glass Political Platform (udgivet i The Century Magazine 1900), hvor de omtales som “ord der suger livet ud af ordene omkring dem, ligesom en væsel suger et æg og efterlader skallen.” Præsident Theodore Roosevelt tilskriver ordet Dave Sewall, der skulle have brugt det i en privat samtale helt tilbage i 1879.